# دال با هسته توخالی

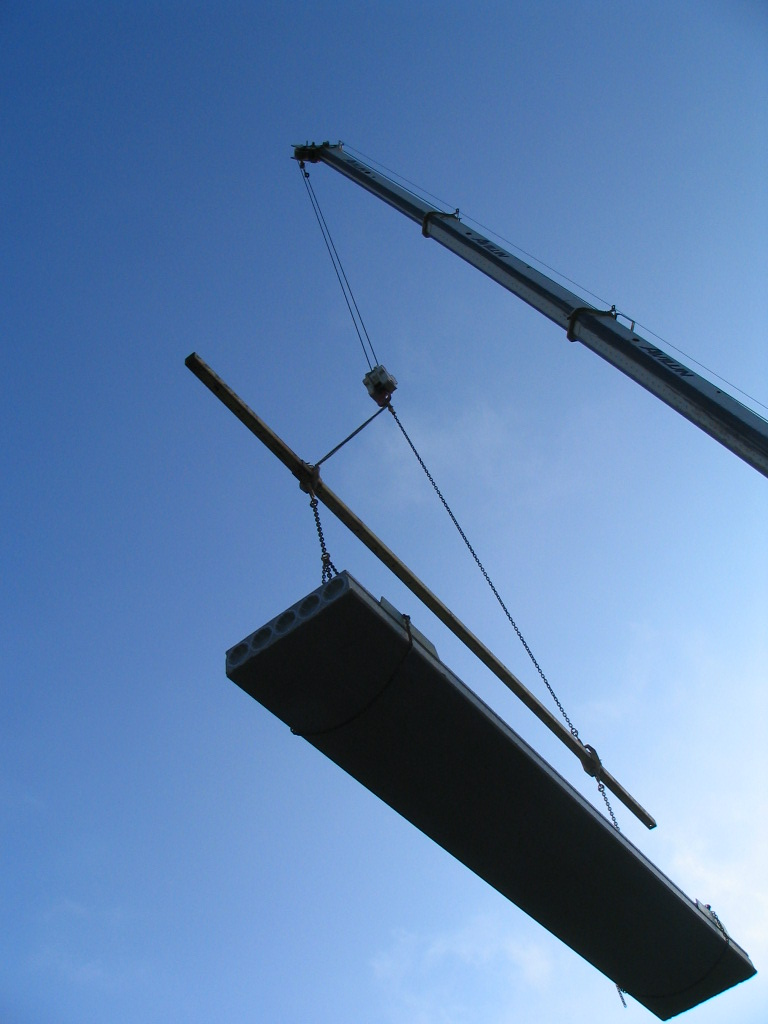
نصب اسلب هسته تو خالی

دال با هسته توخالی، همچنین به عنوان دال حفروی هسته  یا دال توخالی شناخته می شود، یک دال پیش ساخته با بتن پیش تنیده است، که به طور معمول در ساخت و ساز  طبقات در ساختمان های چند طبقه آپارتمان استفاده می شود . دال به ویژه در کشورهایی که در آنها تاکید ساخت و ساز خانه با بتن پیش ساخته شده است محبوب شده، از جمله شمال اروپا و کشورهای سوسیالیستی اروپای شرقی . محبوبیت بتن پیش ساخته در  مناطق کم لرزه می باشد و ساخت و ساز مقرون به صرفه تر است .

### اولین استفاده‌ها و ریشه‌های تاریخی در اروپا
ایده استفاده از مقاطع توخالی در ساخت دال‌های بتنی، برای اولین بار در اوایل قرن بیستم در اروپا مطرح شد. کشورهای اسکاندیناوی به‌ویژه دانمارک و سوئد، از پیشگامان این فناوری بودند. در دهه ۱۹۳۰، اولین نمونه‌های دال با هسته توخالی در این مناطق تولید و در پروژه‌های ساختمانی به‌کار گرفته شد. هدف اصلی از طراحی این دال‌ها، کاهش وزن سازه و افزایش سرعت ساخت بود.

### تکامل طراحی و فناوری تولید در قرن بیستم
در دهه ۱۹۵۰، با توسعه فناوری‌های پیش‌تنیدگی و پس‌تنیدگی، طراحی و تولید دال‌های با هسته توخالی دچار تحولی اساسی شد. این فناوری‌ها امکان افزایش ظرفیت باربری و کاهش ترک‌خوردگی را فراهم کردند. کشورهای هلند و آلمان نیز به‌سرعت این فناوری را پذیرفته و بهبود دادند. در همین دوره، تولید صنعتی این دال‌ها با استفاده از ماشین‌آلات مخصوص آغاز شد که منجر به افزایش کیفیت و دقت در تولید گردید.

### گسترش و پذیرش در کشورهای مختلف اروپایی
با پیشرفت فناوری تولید و مزایای قابل توجه دال با هسته توخالی، این سیستم به‌سرعت در سایر کشورهای اروپایی مورد توجه قرار گرفت. در دهه ۱۹۷۰، بریتانیا، فرانسه، ایتالیا و بلژیک نیز به جمع تولیدکنندگان و مصرف‌کنندگان این دال‌ها پیوستند. سرعت نصب بالا، کاهش هزینه‌ها و انعطاف‌پذیری در طراحی، از مهم‌ترین عوامل استقبال مهندسان و معماران از این فناوری بود.

### نوآوری‌ها و تأثیرات بر صنعت ساخت‌وساز اروپا
در دهه‌های اخیر، نوآوری‌هایی نظیر استفاده از بتن‌های با مقاومت بالا، بهینه‌سازی طراحی مقاطع و به‌کارگیری فناوری‌های جدید در تولید، باعث بهبود عملکرد و افزایش طول عمر دال‌های با هسته توخالی شده است. این نوآوری‌ها به‌ویژه در پروژه‌های بزرگ تجاری و مسکونی اروپایی مورد استفاده قرار گرفته و به‌عنوان یکی از روش‌های استاندارد در ساخت‌وساز مدرن شناخته می‌شوند.

### جمع‌بندی و تأثیرات تاریخی بر معماری مدرن
دال با هسته توخالی از زمان پیدایش تا کنون، به‌عنوان یکی از نوآورانه‌ترین سیستم‌های دال بتنی در اروپا شناخته می‌شود. این فناوری با کاهش وزن سازه، افزایش سرعت ساخت و صرفه‌جویی در مصرف مواد، تأثیرات عمیقی بر معماری و مهندسی سازه در اروپا داشته است. امروزه، این نوع دال‌ها به‌عنوان یک راه‌حل پایدار و کارآمد در صنعت ساخت‌وساز شناخته می‌شوند.